# Episodi di Wellington Paranormal (prima stagione)
La prima stagione di Wellington Paranormal è stata trasmessa in Nuova Zelanda dall'emittente TVNZ 2 dall'11 luglio 2018. In Italia è inedita.
| N. | Titolo originale                     | Titolo italiano | Prima TV originale | Prima TV Italia |
| -- | ------------------------------------ | --------------- | ------------------ | --------------- |
| 1  | Demon Girl                           |                 | 11 luglio 2018     |                 |
| 2  | Cop Circles                          |                 | 18 luglio 2018     |                 |
| 3  | Things That Do the Bump in the Night |                 | 25 luglio 2018     |                 |
| 4  | The She Wolf of Kurimarama Street    |                 | 1º agosto 2018     |                 |
| 5  | A Normal Night                       |                 | 8 agosto 2018      |                 |
| 6  | Zombie Cops                          |                 | 15 agosto 2018     |                 |